# Phoridae
Los fóridos (Phoridae) son una familia de dípteros braquíceros que se encuentran por todo el mundo. Son mosquitas pequeñas (0,5–6 mm) con una joroba pronunciada. Su color varía de negro a castaño y raramente amarillo, naranja, gris pálido o blanquecino. Varias especies de esta familia se conocen en inglés con el nombre común de coffin fly ("mosca de féretro"), pues se alimentan de cadáveres humanos con tal tenacidad que pueden seguir viviendo incluso dentro de los féretros sepultados. Por esa razón, son relevantes para la entomología forense. Es más común que se alimenten de materia orgánica en descomposición. Como frecuentan lugares poco salubres como, por ejemplo, tuberías de desagüe, pueden llegar a transportar diversos organismos transmisores de enfermedades a los alimentos. Los adultos se pueden identificar por su característica manera rápida y abrupta de correr.

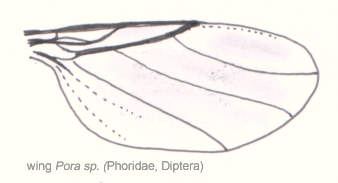
Ala de Phora

## Clasificación
Hay más de 4 000 especies descritas pero quedan muchas más por describir.
Tradicionalmente se los clasificaba en seis subfamilias: Phorinae, Aenigmatiinae, Metopininae (incluyendo las tribus Beckerinini y Metopinini), Alamirinae, Termitoxeniinae, y Thaumatoxeninae. Disney & Cumming (1992) suprimieron Alamirinae cuando se dieron cuenta de que los machos que faltaban eran los machos de Termitoxeniinae, que se conocían solo por hembras.

## Géneros
Se reconocen los siguientes:
| - Abaristophora - Acanthophorides - Achaetophora - Acontistoptera - Adelopteromyia - Adenophora - Aemulophora - Aenictacantha - Aenictomyia - Aenigmaphora - Aenigmatias - Aenigmatistes - Aenigmatopoeus - Alamira - Allochaeta - Anaclinusa - Anevrina - Anticofimbria - Aphiura - Apocephalus - Apodicrania - Apopteromyia - Apterella - Apterophora - Aptinandria - Arabiphora - Archiphora - Aristocerina - Arrenaptenus - Assmutherium - Auxanommatidia - Beckerina - Billotia - Bolsiusia - Borgmeieriphora - Borophaga - Bothroprosopa - Brachycephaloptera - Brachycosta - Brachyphlebina - Brachyselia - Brevrostrophora - Brownphora - Burmophora - Calamiscus - Cataclinusa - Ceratoconus - Ceratophoromyia - Ceratusa - Ceylonoxenia - Chaetaspidia - Chaetogodavaria - Chaetopleurophora - Cheiloxenia | - Chelidophora - Chonocephalus - Clinochaeta - Clitelloxenia - Colobomeles - Colyeria - Commoptera - Conicera - Coniceromyia - Contopteryx - Cootiphora - Corynusa - Crasilla - Cremersia - Cryptophora - Ctenopleuriphora - Cyphocephalus - Cyphometopis - Cyrtophorina - Dacnophora - Dahliphora - Danumphora - Darwiniphora - Diaclinella - Dichocerina - Dicranodeina - Dicranopteron - Dinocercus - Diocophora - Diplonevra - Diplostylocera - Distichophora - Dohrnigma - Dohrniphora - Dorsochaeta - Dundophora - Echidnophora - Ecitomyia - Ecitophora - Ecitoptera - Ecituncula - Ectochaeta - Egregiophora - Enderleinphora - Endonepenthia - Epacteon - Epactoselia - Epichonocephalus - Epicnemis - Eremophora - Eurycnemis - Euryphora - Euryplatea - Eutermiphora | - Exochaeta - Franssenia - Godavaria - Gymnophora - Gymnoptera - Haplophleba - Haulepta - Hexacantherophora - Hieronymus - Holopterina - Homalophora - Horologiphora - Hylophora - Hypocera - Hypocerides - Hypogeophora - Idiophora - Iridophora - Javanoxenia - Johowia - Kerophora - Kierania - Kuenburgia - Laciniomyia - Laishania - Latiborophaga - Lecanocerus - Lenkoa - Lepta - Leptilla - Lobochaeta - Lucianaphora - Macrocerides - Macroselia - Maculiphora - Mallochphora - Mannheimsia - Megaselia - Melaloncha - Melittophora - Menozziola - Metopina - Miclepta - Microplatyphora - Microselia - Misotermes - Mollicauda - Morahania - Multinevra - Myopiomyia - Myrmosicarius - Neodohrniphora - Neophora - Obscuriphora | - Odontoxenia - Oligophora - Pachyneurella - Pallura - Palpiclavina - Palpocrates - Paraphiochaeta - Paraphiura - Parasyneura - Paratermitoxenia - Paurophora - Pelidnophora - Penthaplus - Pericyclocera - Pericyclocerina - Perissa - Perittophora - Peromitra - Phalacrotophora - Pheidolomyia - Phlebothrix - Phora - Phoricesa - Phymatopterella - Physoptera - Pilosaphiura - Placophorina - Plastophora - Plastophorides - Platydipteron - Plectanocnema - Plethysmochaeta - Pleurophorina - Poloniphora - Postoptica - Pradea - Procliniella - Pronudiphora - Pseudacteon - Pseudohypocera - Pseudotermitoxenia - Psyllomyia - Ptochomyia - Puliciphora - Razorfemora - Rhabdomyia - Rhopica - Rhynchomicropteron - Rhyncophoromyia - Ridiculiphora - Ritchiephora - Sciadocera - Septemineophora - Siluphora | - Sphinctomyia - Spiniphora - Stenoneurellys - Stenophorina - Stethopathusa - Stichillus - Styletta - Synaptophora - Synclinusa - Syneura - Syneurina - Syntermitoxenia - Syntermophora - Tabelliphora - Tapantia - Tarsocrates - Tayrona - Teratophora - Termitomyia - Termitophilomyia - Termitophorides - Termitophorina - Termitosagma - Termitoscrofa - Termitosphaera - Termitostroma - Termitoxenia - Thalloptera - Thaumatoxena - Tranopeltoxenos - Travassophora - Trichocerina - Trineurocephala - Triphleba - Trispiniphora - Trophithauma - Trophodeinus - Tropophleba - Trucidophora - Tubicera - Tubiceroides - Ulrichophora - Veranophora - Veruanus - Vestigipoda - Volvectiphora - Wandolleckia - Woodiphora - Woodiphorides - Xanionotum - Xenophoromyia - Xenotriphleba - Zikania - Zygtaxphora |

Además, se conocen los siguientes géneros fósiles:
- †Agaphora
- †Archisciada
- †Eosciadocera
- †Euliphora
- †Hennigophora
- †Jealia
- †Prioriphora
- †Ulrichophora

## En la cultura popular
- Se mencionan, por ejemplo, en el capítulo 10 de la primera temporada de la serie de televisión Elementary, de Netflix en el que el personaje central, Sherlock Holmes, deduce que hay un cadáver en la entrada de una casa precisamente porque hay, a su alrededor, varias "moscas de féretro" volando.[cita requerida]